# جيسيكا هال (ممثلة)
جيسيكا هال (بالإنجليزية: Jessica Hall)‏ هي ممثلة بريطانية، ولدت في 1981 في لي في المملكة المتحدة.

## وصلات خارجية
- جيسيكا هال (ممثلة) على موقع IMDb (الإنجليزية)